# Stanhopea costaricensis
Stanhopea costaricensis là một loài lan đặc hữu của Trung Mỹ.

## Hình ảnh

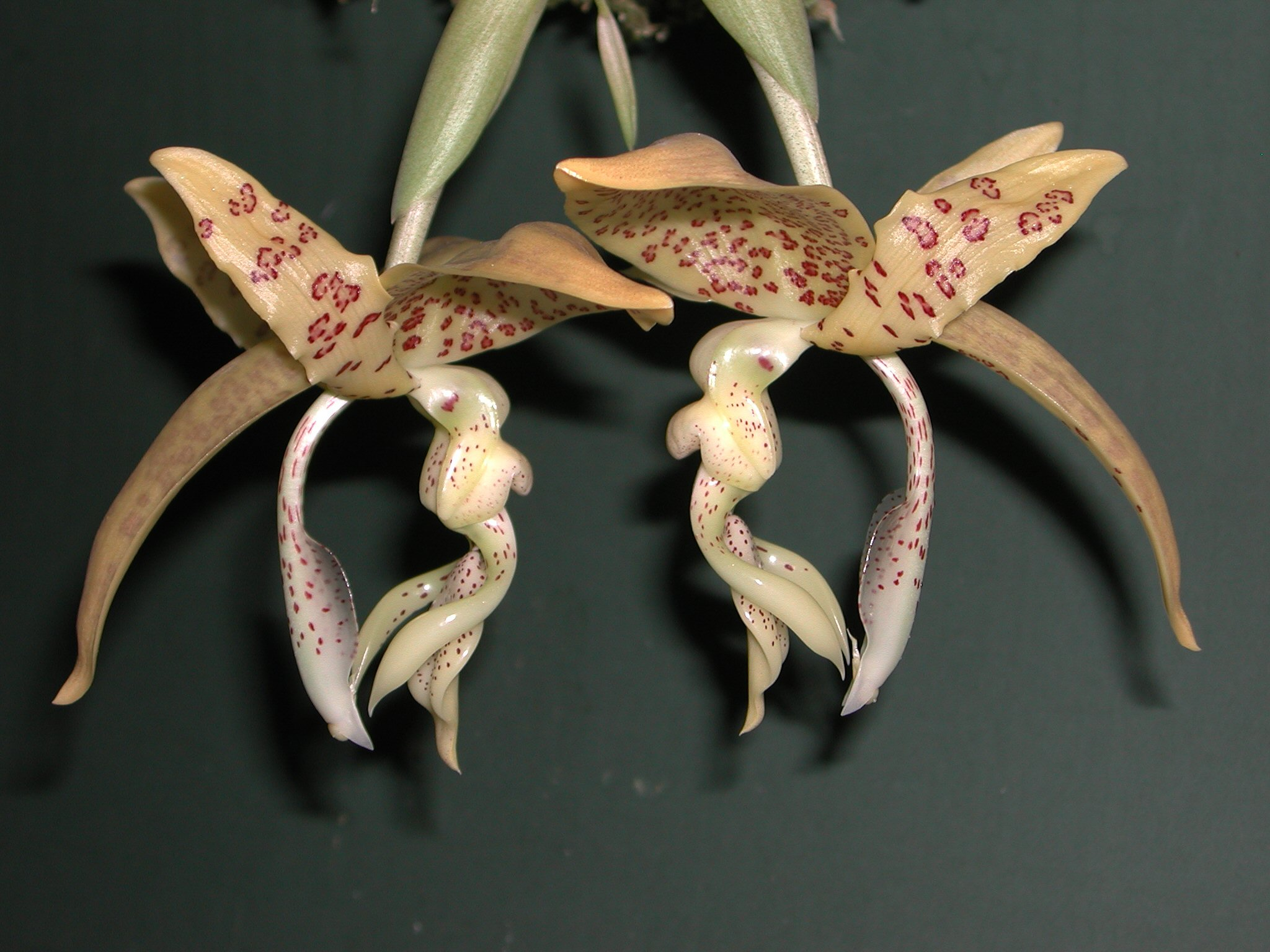
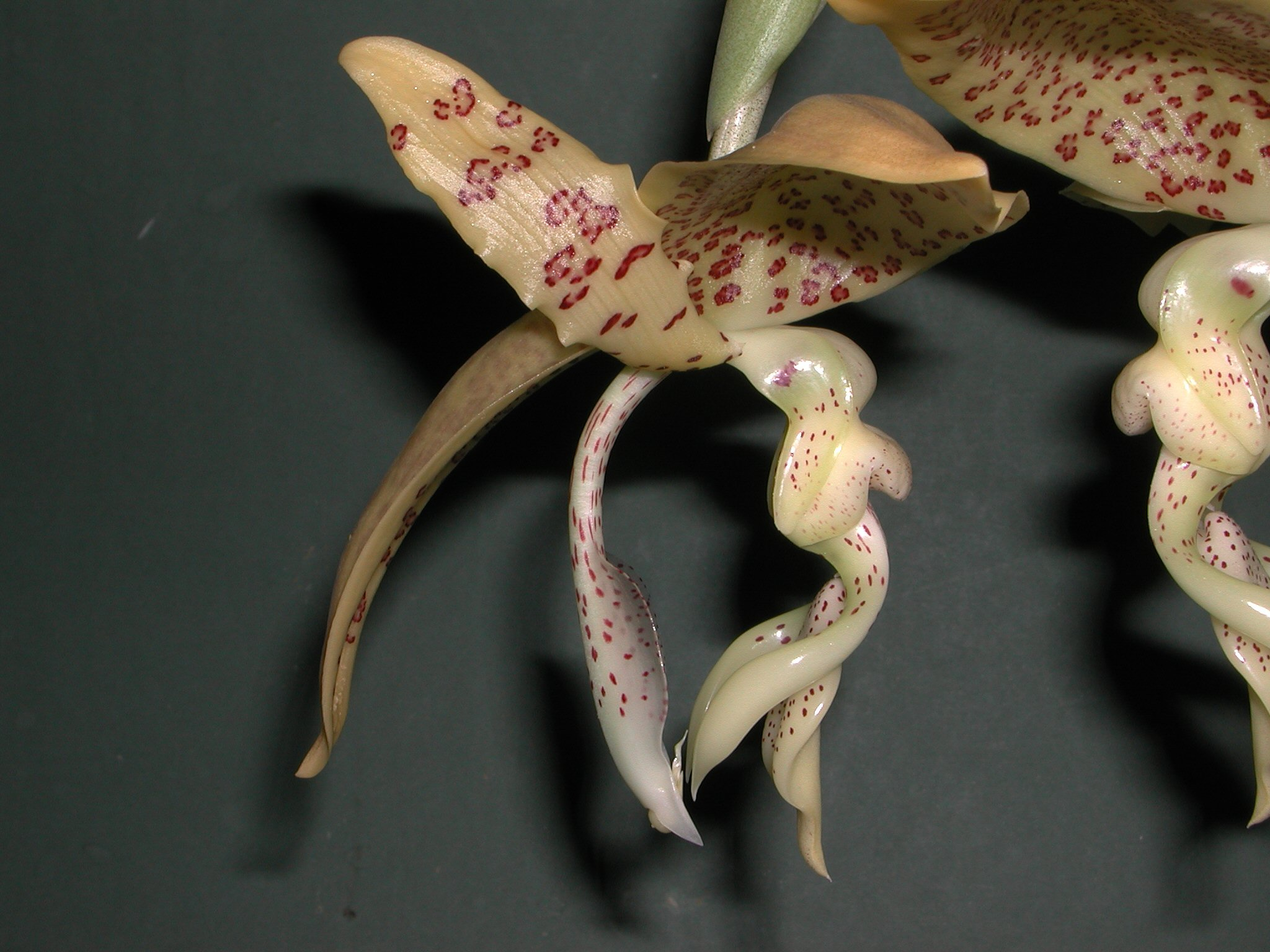
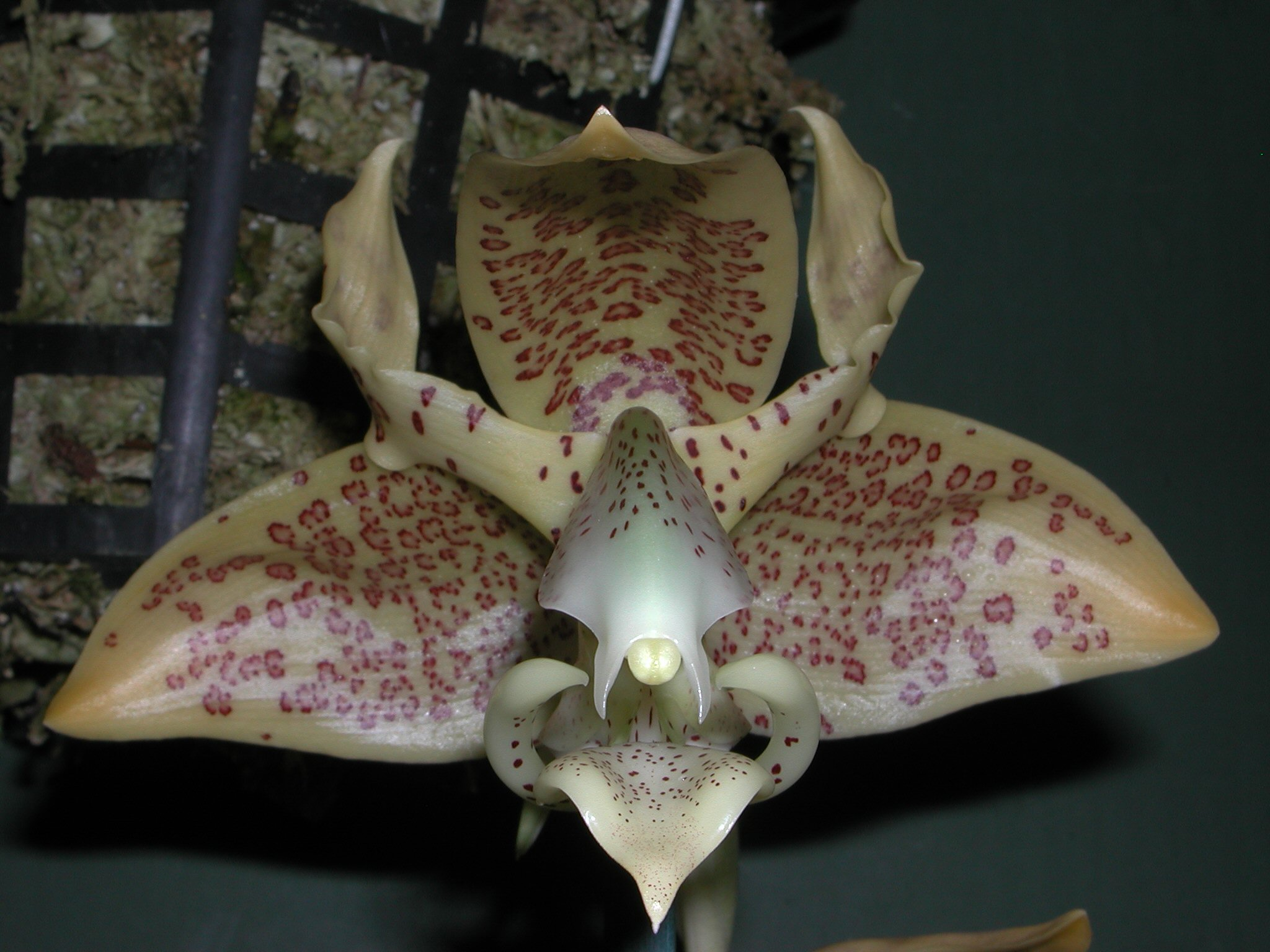
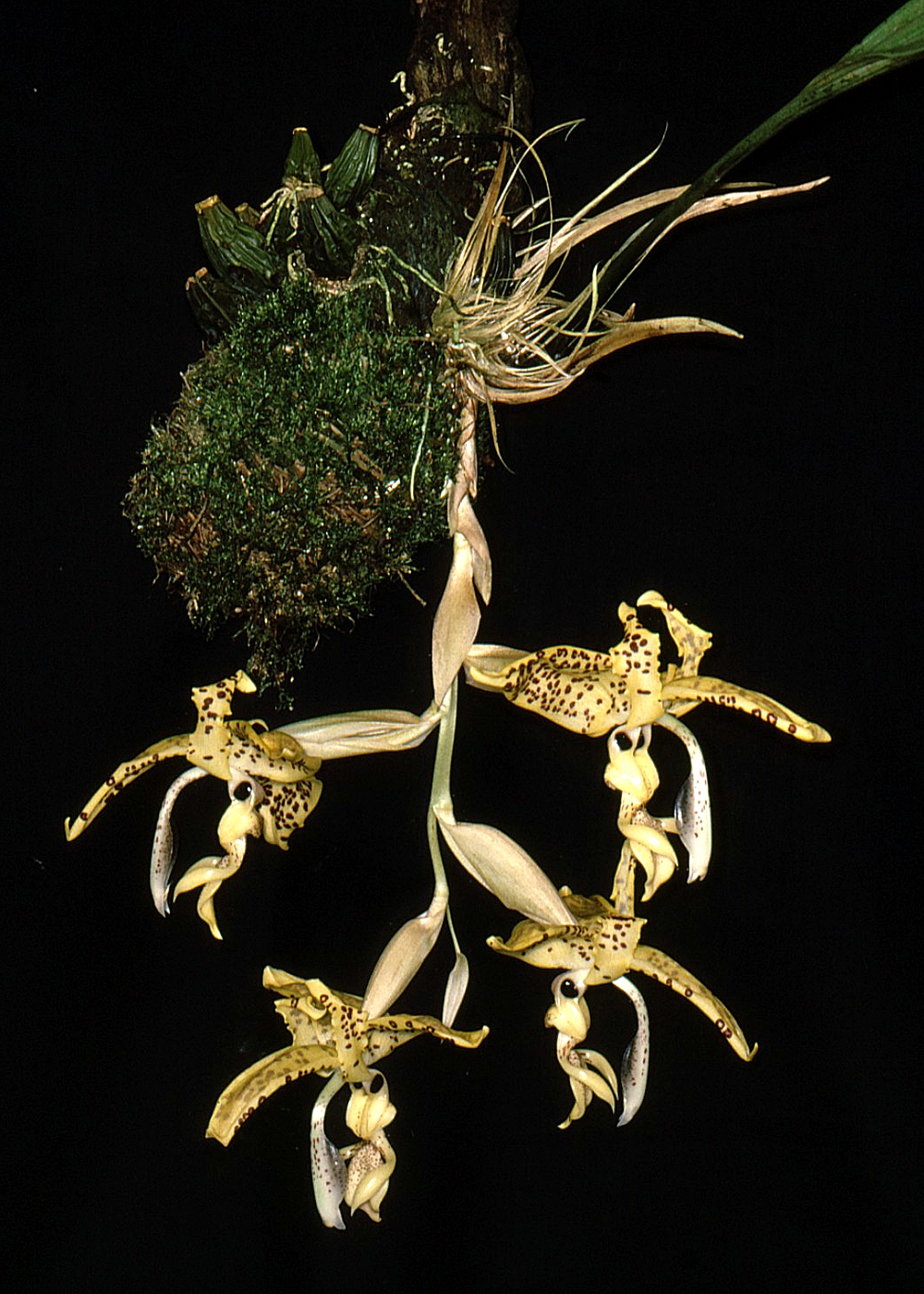